# Metaaldetector

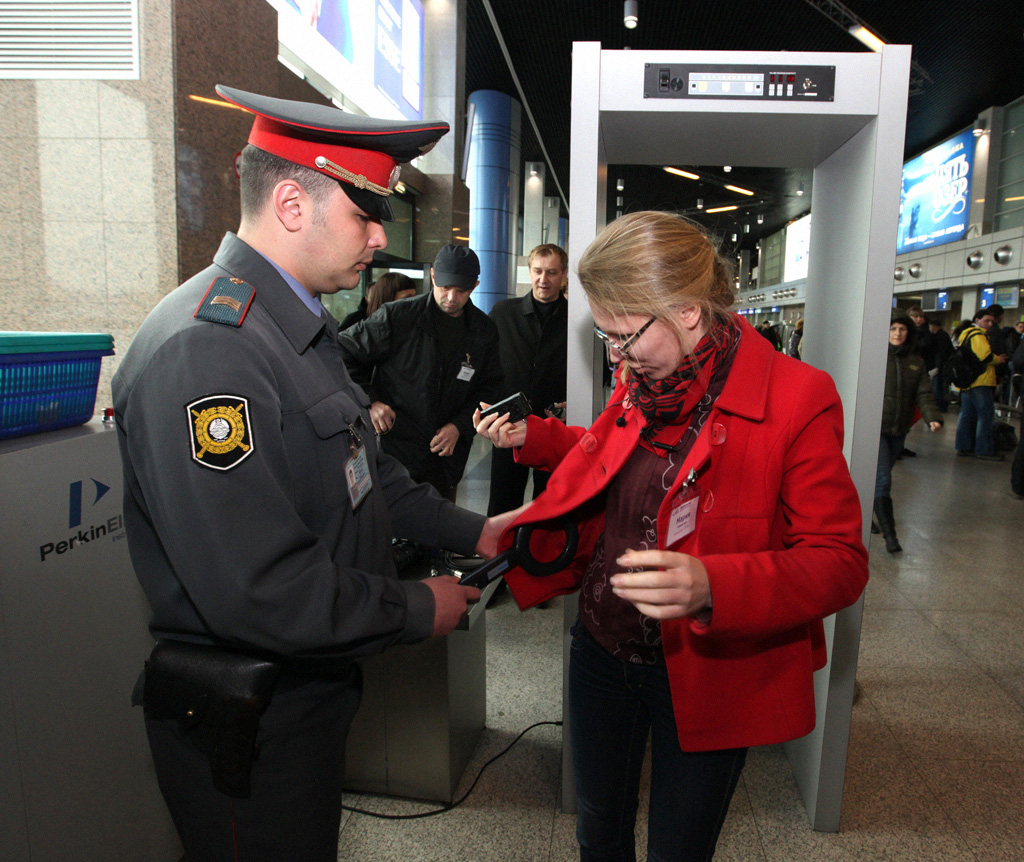
Personencontrole met metaaldetectoren (luchthaven Vladiwostok Rusland)

Een metaaldetector is een instrument om metalen voorwerpen op te sporen. Het maakt gebruik van het natuurkundige principe van elektromagnetische inductie en het ontstaan van wervelstromen.
Reeds in 1881 maakte Alexander Graham Bell een eenvoudige metaaldetector om de kogel te vinden in het lichaam van de vermoorde president James Garfield. In 1931 kreeg Gerhard Fischer patent op een draagbare versie.
Een veel voorkomende toepassing van metaaldetectoren vindt men in de vorm van 'poortjes' in luchthavens en andere bewaakte gebouwen, waar bezoekers doorheen moeten lopen en het bewakingspersoneel auditieve en visuele informatie krijgt over de gedetecteerde hoeveelheid metaal. Bij twijfel, of om de precieze plaats van het gedetecteerde metaal te vinden, gebruikt het bewakingspersoneel kleine draagbare versies. Gelijkaardige, ietwat grotere, draagbare versies worden gebruikt door hobbyisten om metaal in de bovenste lagen van de bodem te vinden.
Er zijn in Nederland ongeveer 40.000 mensen bezig met het uitoefenen van de hobby metaaldetectie: strandzoekers (voor sieraden en munten), akkerzoekers (voor oude antieke voorwerpen en munten) en militariazoekers (insignes en dergelijke). In de duikwereld is de detector een veelgebruikt apparaat voor onderzoek van onder andere wrakken.
Een militaire toepassing is het opsporen van mijnen. Ook de verkeerssensors die de verkeerslichten verkeersafhankelijk maken zijn metaaldetectoren die de aanwezigheid van auto's en zelfs fietsen detecteren. 

## Archeologische  vondsten in Nederlandse database
Sinds 2016 bestaat in Nederland de database Portable Antiquities Netherlands (PAN), waarin vondsten van particulieren door hen kunnen worden opgeslagen en gepubliceerd.
In eerste instantie had de database tot doel privécollecties te kunnen vastleggen. Deze collecties bestaan voornamelijk uit vondsten gedaan met metaaldetectors. Sinds 2020 worden ook maritieme vondsten, vondsten in rivieren en aan zee, in de database vastgelegd.